# Chromatographie sur colonne
 (novembre 2015).
Si vous disposez d'ouvrages ou d'articles de référence ou si vous connaissez des sites web de qualité traitant du thème abordé ici, merci de compléter l'article en donnant les références utiles à sa vérifiabilité et en les liant à la section « Notes et références ».

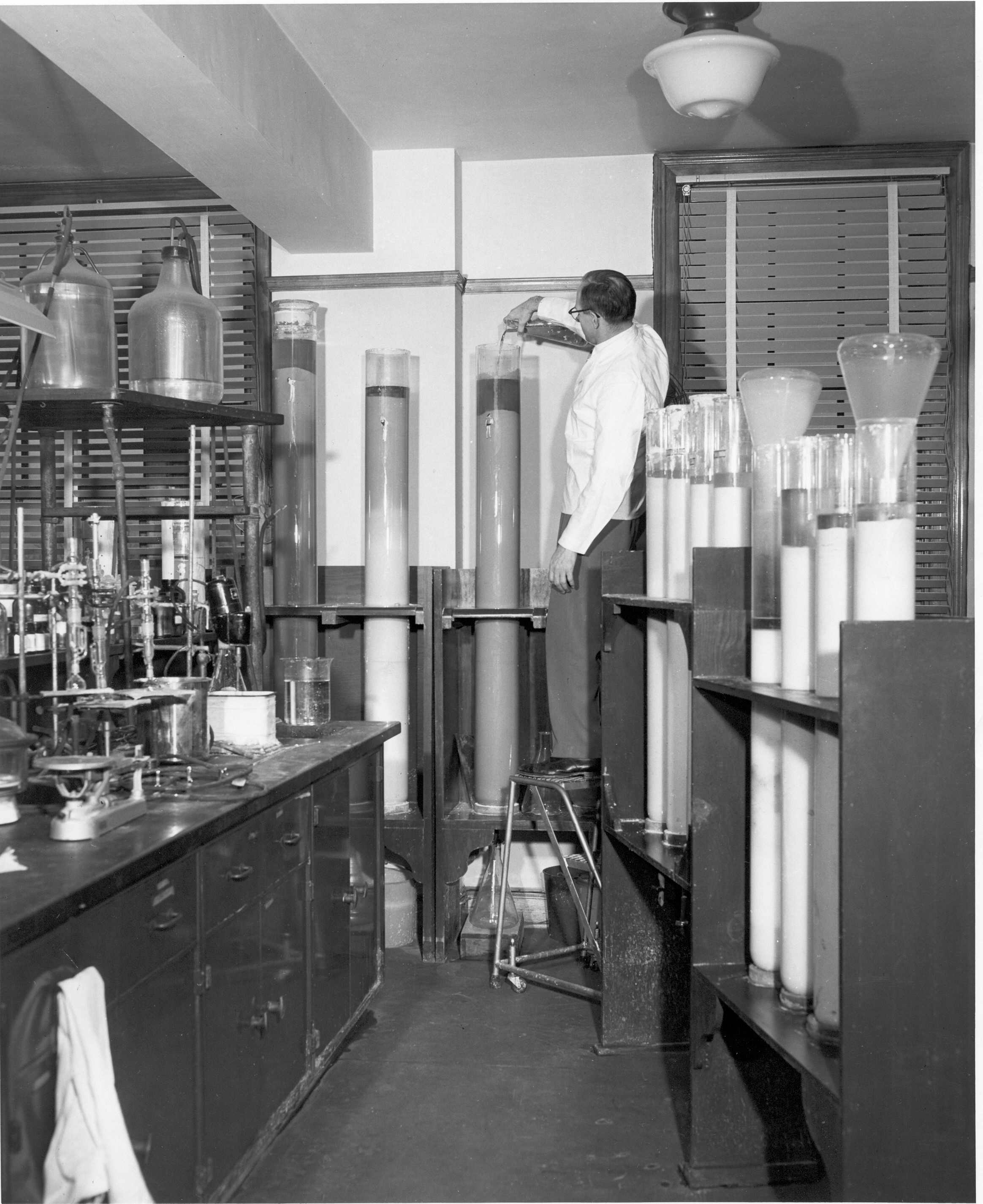
Chromatographie sur colonne dans un laboratoire de la Food and Drug Administration dans les années 1950.

La chromatographie sur colonne est fondée sur le même principe que la chromatographie sur couche mince, sauf que la silice ne se trouve pas sur une plaque mais dans une colonne. Cette technique est très utilisée dans la purification en chimie organique. La séparation des composés est provoquée par l'écoulement continu d'un éluant passant dans la colonne par gravité ou sous l'effet d'une faible pression. Les composés sont entraînés par l’éluant à des vitesses différentes en fonction de leurs affinités avec la silice et avec l’éluant. Ce procédé permet de séparer les différents composants d’un produit mais aussi de purifier le produit d’une réaction.